# Ouled Moumen
Ouled Moumen è un comune dell'Algeria, situato nella provincia di Souk Ahras.